# Peñíscola
Peñíscola (in valenciano Peníscola, ufficialmente Peñíscola/Peníscola) è un comune spagnolo di 6 149 abitanti situato nella comunità autonoma Valenciana.
In quanto residenza dei papi Benedetto XIII e Clemente VIII, questa località valenzana è stata al centro del cosiddetto Scisma aragonese, conclusosi nel 1429 in seguito agli accordi presi durante il concilio tenutosi a Pavia e a Siena cinque anni prima.
Nel 1956 ha ospitato le riprese del film italo-spagnolo Calabuig ed è anche il sito della famosa "Meereen" ne Il Trono di Spade.

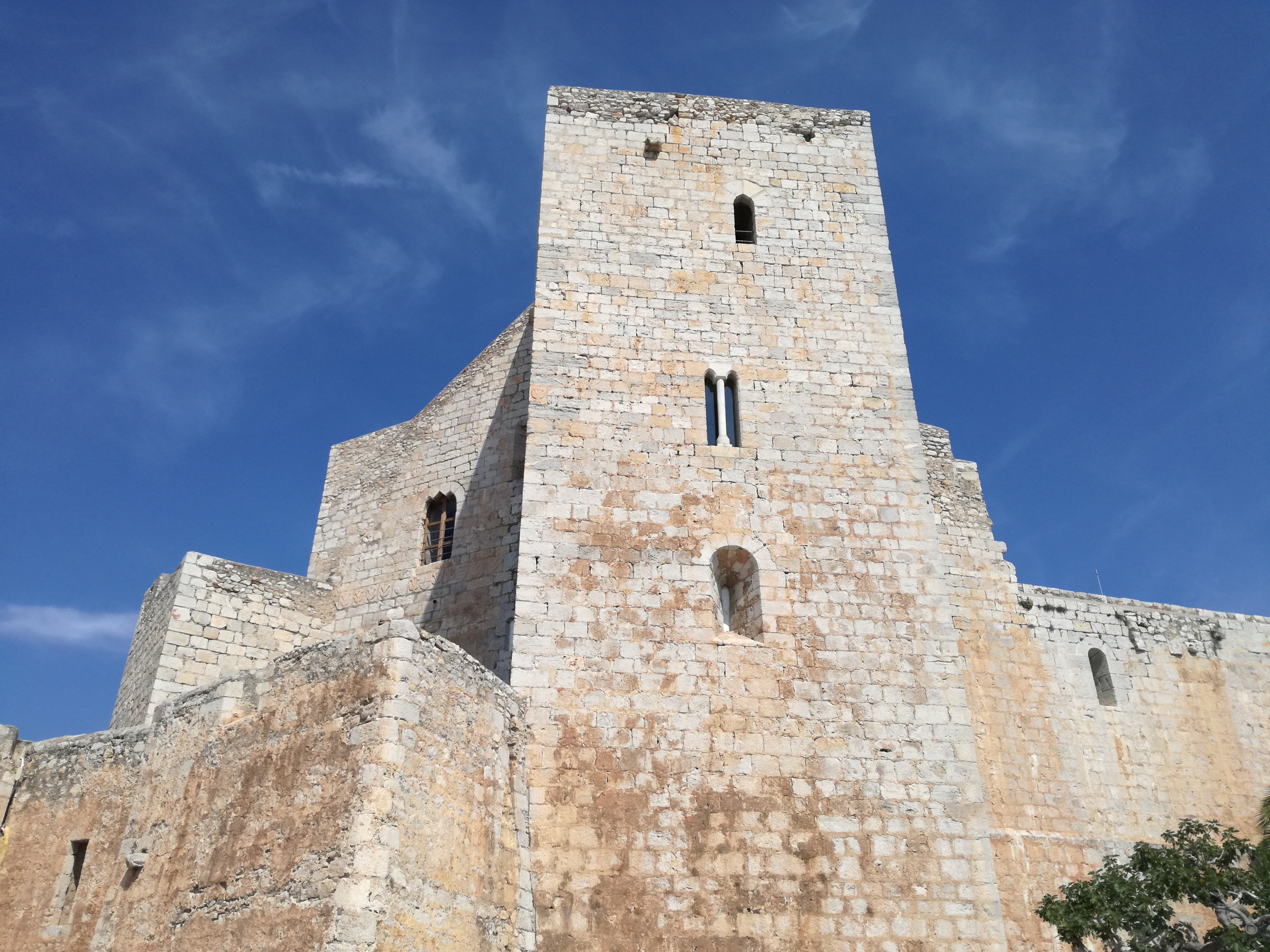
Castello dei Templari

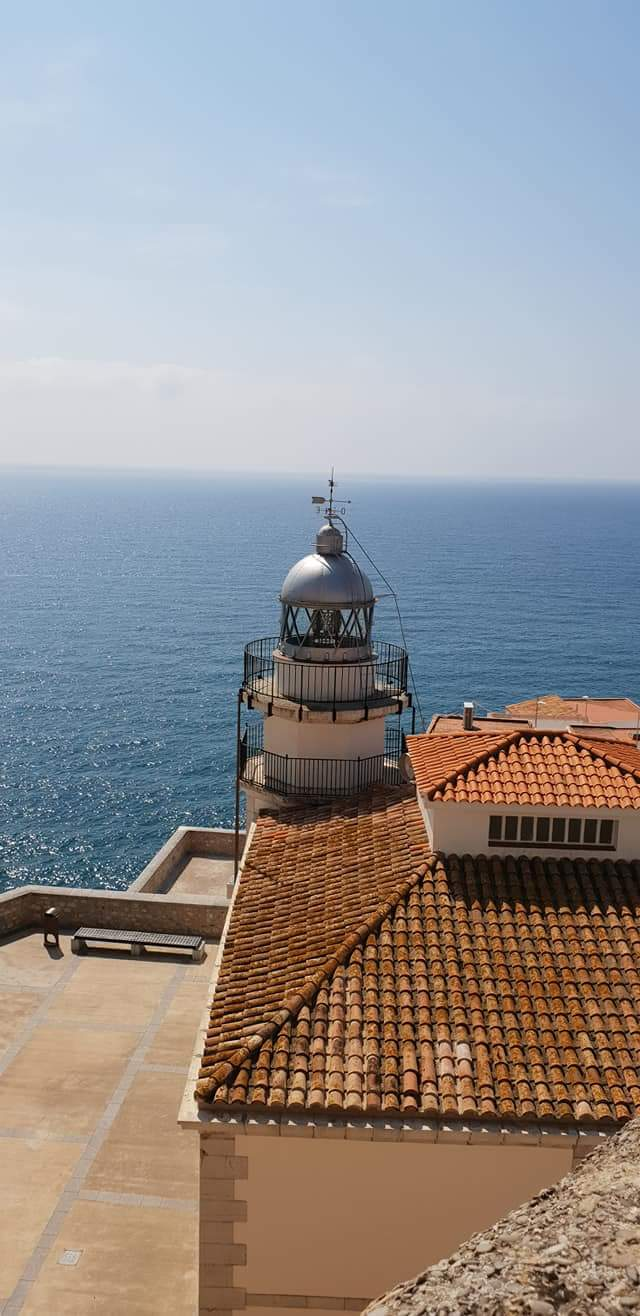
Faro di Peniscola

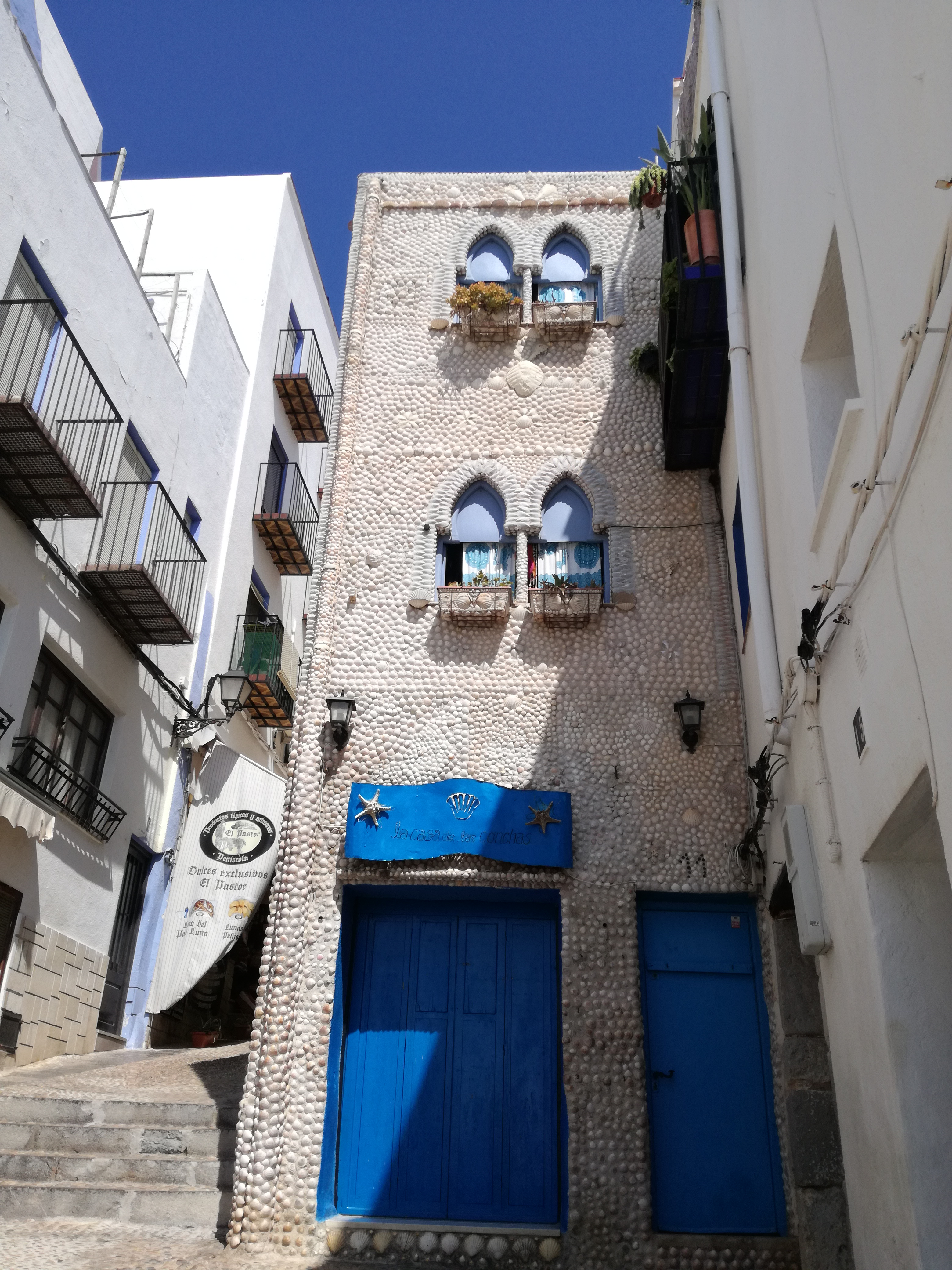
Casa de las Conchas

## Monumenti
- Il castello dei Templari (detto anche castello di Papa Luna), il Papa dello Scisma d'Occidente che qui risiedette.

Nel castello sono state ambientate anche le scene della serie Il Trono di Spade. 
- Le fortificazioni medievali e rinascimentali che circondano la città vecchia
- La chiesa parrocchiale della Vergine del Soccorso e l'eremo della Madre di Dio d'Ermitana
- Il faro
- Casa de las Conchas le cui facciate sono interamente ricoperte da conchiglie.

Justa Mir, la proprietaria della casa, fu la prima guida turistica della città. Iniziò a lavorare perché la sua famiglia aveva problemi economici e avevano bisogno di trovare un modo per risollevarsi. Grazie al suo lavoro poterono iniziare a realizzare questo edificio, e il suo amore per il mare la portarono a ricoprirla di conchiglie rendendolo un edificio originalissimo collocato poco sotto il faro.

## Le cale di Peniscola
Lungo la costa di Peniscola sono presenti diverse cale, più o meno accessibili, tra queste:
- cala Argilaga
- cala Badum (che prende il nome della torre Badum)
- cala del Volante
- cala l’Aljub
- cala Ordi
- cala Puerto Azul